# Mike Thewalt
 (juillet 2019).
Si vous disposez d'ouvrages ou d'articles de référence ou si vous connaissez des sites web de qualité traitant du thème abordé ici, merci de compléter l'article en donnant les références utiles à sa vérifiabilité et en les liant à la section « Notes et références ».
Michael Thewalt, né le 5 décembre 1949, est un physicien et professeur canadien. 

## Biographie
C'est un expert de la spectroscopie optique des semiconducteurs. Ses recherches ont permis des progrès spectaculaires dans le domaine du silicium isotopiquement pur. Ses découvertes ont corrigé des décennies d’idées fausses sur les largeurs spectrales des excitons intrinsèques des semi-conducteurs. 
Il a été président de l'Association canadienne des physiciens et physiciennes.

## Honneurs
- 1986 - Médaille d'or du B.C. Science Council
- 1994 - Médaille Rutherford de la Société royale du Canada
- 1995 - Membre de la Société royale du Canada
- 2004 - Médaille de l'ACP pour contributions exceptionnelles de carrière à la physique
- 2004 - Médaille Brockhouse de l'Association canadienne des physiciens et physiciennes
- 2004 - Bourse Killam